# David Macalister Silva

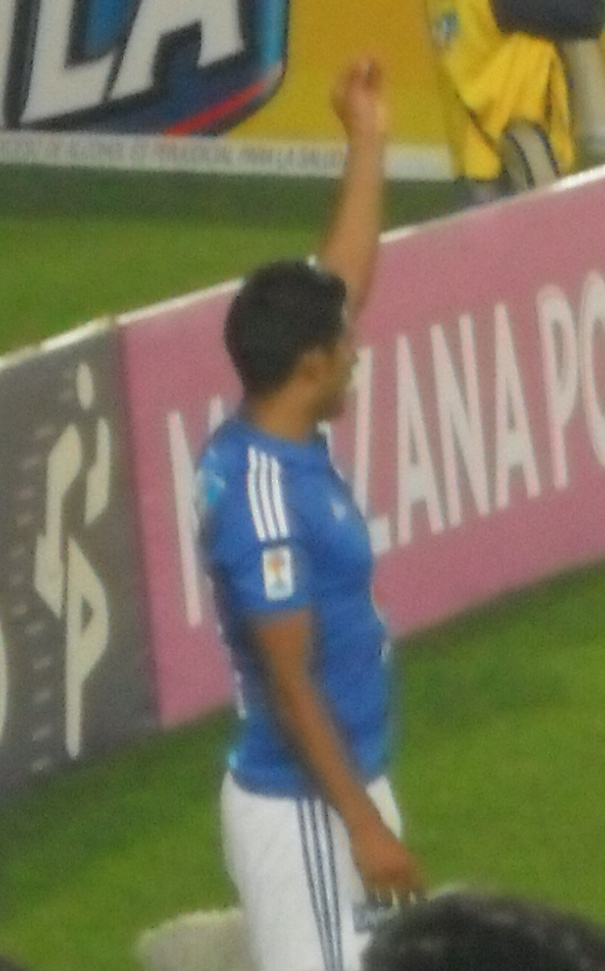
Imagem do futebolísta colombiano David Macalister Silva.

David Macalister Silva (Bogotá, Colômbia, 1986) é um futebolista colombiano.

## Clubes
| Clube             | País     | Ano         |
| ----------------- | -------- | ----------- |
| Millonarios       | Colômbia | 2006 - 2007 |
| Deportivo Pereira | Colômbia | 2007        |
| Millonarios       | Colômbia | 2008        |
| Bogotá            | Colômbia | 2009        |

## Estatísticas
| Clube             | País     | Temporada | Gols |
| ----------------- | -------- | --------- | ---- |
| Millonarios       | Colômbia | 2006-2007 | 0    |
| Deportivo Pereira | Colômbia | 2007      | 0    |
| Millonarios       | Colômbia | 2008-     | 0    |
| Bogotá            | Colômbia | 2009-     | 0    |